# Arandojo
Arandojo es una aldea española del concejo de Ibias, en el Principado de Asturias.

## Historia
A mediados del siglo XIX la aldea, por entonces perteneciente a la parroquia de Pelliceira y al ayuntamiento de Ibias, tenía contabilizada una población de 32 habitantes. Aparece descrita en el segundo volumen del Diccionario geográfico-estadístico-histórico de España y sus posesiones de Ultramar de Pascual Madoz de la siguiente manera:

ARANDOJO: ald. en la prov. y dióc. de Oviedo (20 leg.), part. jud. de Grandas de Salime (7), ayunt. de Ibias (1), y felig. de San Bernardino de Peliceira (1/2), hijuela de San Antolin de Ibias: sit. junto á la elevada sierra de Peliceira; su clima es frio y sano. Confina el térm. por N. con Leares: por E. con el de Rellan, y por S. y O. con el de Pousadoiro: el terreno es montañoso y estéril, los caminos locales y malos: y el correo lo recibe un peaton en la adm. de Cangas de Tineo: prod.: centeno y patatas; cria algun ganado y caza: pobl.: 6 vec.: 32 alm.: contr. con los demas pueblos que forman el ayunt. (V.).
(Madoz, 1845, p. 428)

En 2022 tenía empadronado 1 habitante.